# 인터리그 플레이
인터리그 플레이(영어: interleague play)는 미국의 주에서 다른 컨퍼런스 (리그) 간의 교류 시합을 하는 것을 말한다. 메이저 리그에서는 1997년 처음 도입이 되어 아메리칸 리그와 내셔널 리그 사이에 교류 경기를 한다. 일본에서는 프로 야구 센트럴 리그와 퍼시픽 리그 사이와 프로 농구 등에서 동서 간의 교류 경기 것을 말한다.

## MLB의 인터 리그
미국에서는 4대 국기 중 미식 축구(NFL), 농구(NBA), 아이스 하키(NHL)에서 다른 컨퍼런스와 맞붙어 인터 컨퍼런스 리그를 적극 도입하고 있었지만, 유일하게 야구(MLB)에서는 그것이 받아들여지지 않았다.
그러나 1994년에서 1995년 간의 MLB 파업으로 팬들의 야구 이탈이 심화되자 교류 경기 (인터 리그)를 개최해 달라는 요청이 많이 전해지게 되었다. 그때까지는 메이저 리그에서는 시범 경기와 양 리그의 우승팀이 직접 대결하면서, 전미 1위를 다투는 "월드 시리즈"에서만 다른 리그 간에 대결을 하였지만, 원칙적으로 같은 리그에 속한 팀과의 대전만 치러지고 있었다. 또한 아메리칸 리그, 내셔널 리그는 각각의 문화도 미묘하게 달라, 대항 의식도 강했기 때문에 공식적인 정규 시즌 내 인터 리그 개최는 곤란함이 있었다.
그후 1997년에 새로운 팬을 창출하기 위해 아메리칸, 내셔널 양 리그 동부 지구 간, 중부 지구들은 어느 홈에서 3 경기 등 총 15 경기, 서부 지구끼리만 홈과 방문 각 2회씩, 4 경기 총 16번 인터 리그를 치르게 되었다. 이로써 ‘서브웨이 시리즈’(뉴욕 양키스 vs 뉴욕 메츠)와 ‘윈디 시티 시리즈’(시카고 컵스 vs 시카고 화이트삭스), 그리고 ‘프리 웨이 시리즈’(로스앤젤레스 다저스 vs 로스앤젤레스 에인절스 오브 애너하임), ‘베이 브릿지 시리즈’(샌프란시스코 자이언츠 vs 오클랜드 애슬레틱스) 등 같은 도시와 주를 본거지로 하는 팀의 맞대결도 실현되게 되었다. 지금까지 월드 시리즈에서밖에 볼 수 없었던 매력적인 좋은 카드를 제공하여 팬의 공감을 모았다. 2001년부터는 동일한 지역과의 대전 이외에도 다른 지역과의 대전(예 : 아메리칸 리그의 동부 vs 내셔널 리그 서부 지구 등)도 이루어지게 되었다.
그러나 인터 리그는 일본의 교류전과 달리 모든 팀과 대전하는 것은 아니다. 따라서 하나의 구단이 성적 상위 상대와 경기를 할 수 있다.(물론 반대의 경우도 있다). 또한 동일한 도시 지역의 대전 카드는 관객 동원을 기대할 수 있기 때문에 이 카드는 홈과 방문으로 총 6경기가 행해지는 것이 대부분이다.